# پاول مگی
پاول «دینگوس» مگی (Paul "Dingus" Magee) (متولد ۳۰ ژانویه ۱۹۴۸)، یک داوطلب پیشین در تیپ بلفاست ارتش موقت جمهوری‌خواه ایرلند (IRA) و کسی است که در ۱۹۸۱ میلادی هنگام محاکمه به اتهام‌کشتن یک عضو خدمات هوایی ویژه (SAS) در ۱۹۸۰، از زندان فرار کرد. پس از سپری‌نمودن یک دوره زندان در جمهوری ایرلند، مگی به انگلستان فرار نمود و پس از کشتن یک پلیس در ۱۹۲۲ میلادی در آنجا به زندان افتاد. او قبل از این‌که در ۱۹۹۹ میلادی از زندان در جمهوری ایرلند آزاد شود، قرار بود به عنوان بخشی از فرایند صلح با ایرلند شمالی به آنجا برگردانده شود، اما او متعاقباً از استرداد به ایرلند برای سپری‌نمودن باقی‌مانده مدت حبس خود که به جرم قتل یک عضو خدمات هوایی ویژه محکوم شده بود، خودداری کرد.

## پس زمینه و فعالیت‌های اولیه در IRA
مگی در ۳۰ ژانویه ۱۹۴۸ در منطقه بالیمورفی مربوط به بلفاست متولد شد. او به تیپ بلفاست ارتش جمهوری‌خواه ایرلند پیوست و در ۱۹۷۱ میلادی به دلیل داشتن جنگ‌افزار به پنج سال حبس محکوم شد. او در لانگ کیش محبوس شد، جای که او سمت آجودان اردوگاه را بر عهده داشت. در اواخر دهه ۱۹۷۰ و اوایل دهه ۱۹۸۰، او همراه با جو دوهتری و آنجیلو فوسکو، عضو یک واحد فعال نظامی چهار نفره به‌نام مستعار «دسته ام۶۰» بود، این گروه به دلیل استفاده از اسلحه مسلسل چند منظوره ام۶۰ به این لقب معروف شده بودند. این واحد در ۹ آوریل ۱۹۸۰، نیروی انتظامی شاهی اولستر (RUC) را به کمینی در جاده ستیوارتس‌تاون کشاندند، پاسبان استیفین مگیل را به قتل رسانده و دو نفر دیگر را مجروح نمودند. این واحد در ۲ می در حال برنامه‌ریزی یک حمله دیگر بودند و خانه‌ای را در جاده آنتریم تصرف نموده بودند، در این هنگام یک گشت هشت نفره سرویس هوایی ویژه از ارتش بریتانیا، پس از آگاه شدن از جانب نیروهای انتظامی شاهی اولستر، با لباس‌های عادی در محل رسیدند. خودروی/موتور حامل سه عضو سرویس هوایی ویژه به عقب خانه رفته و خودروی دیگر که حامل پنج عضو سرویس هوایی ویژه بود در سمت پیشرو ی خانه رسید. پس از این‌که اعضای سرویس هوایی ویژه که در سمت پیشرو ی خانه قرار داشتند. خودروی خود را به حرکت آوردند، واحد ارتش جمهوری‌خواه ایرلند با اسلحه مسلسل ام۶۰ خود از پنجره طبقه بالا آتش گشودند و به سر و شانه سروان هربرت ویست‌ماکوت شلیک کردند. ویست‌ماکوت بی‌درنگ کشته شد و ارشدترین عضو سرویس هوایی ویژه بود که در ایرلند شمالی به قتل رسید. اعضای باقی‌مانده سرویس هوایی ویژه که در سمت پیشروی خانه قرار داشتند با اسلحه‌های خودکار کولت کماندو، مسلسل دستی و تفنگچه‌های برونینگ خود با آتش پاسخ دادند، اما مجبور به عقب‌نشینی شدند. مگی هنگامی که در عقب خانه خودروی ترانسیت برای فرار واحد IRA را آماده می‌کرد، توسط اعضای سرویس هوایی ویژه دستگیر گردید، اما سه عضو باقی‌مانده واحد در داخل خانه باقی‌ماندند. نیروهای نظامی بیشتری به محل جنگ اعزام شدند و پس از محاصره کوتاه، بقیه اعضای واحد IRA نیز تسلیم شدند.

## محاکمه ۱۹۸۱ و فرار
محاکمه مگی و سایر اعضای دسته ام۶۰ در اوایل ماه می ۱۹۸۱ میلادی آغاز گردید، این دسته به چندین جرم از جمله سه قتل متهم بودند. در ۱۰ ژوئن، مگی و هفت زندانی دیگر از جمله جو دوهتری، انجیلو فوسکو و سایر اعضای واحد ارتش جمهوری‌خواه ایرلند یک زندان‌بان را با گرفتن اسلحه بر وی، در زندان جاده کروملین گروگان گرفتند. پس از قفل نمودن این زندانبان در اتاق زندان، این دسته هشت نفری سایر زندانبان‌ها و یک مشاور حقوقی را گروگان گرفته و آن‌ها را نیز بعد از گرفتن لباس‌های شان در اتاق‌ها قفل کردند. دو نفر از این گروه هشت نفری لباس‌های زندانبان‌ها را و یک نفر از آن‌ها لباس مشاور حقوقی را پوشیدند و به سوی سه دروازه اولی که آن‌ها را از دنیای بیرون جدا می‌ساخت، حرکت نمودند. آن‌ها افسر در حال وظیفه را گروگان گرفته و اسلحه را بر سر وی گرفتند و او را مجبور نمودند تا دروازه بیرونی را باز کند. افسری در دروازه دومی یکی از زندانیان را شناسایی نموده و به سوی دفتری دوید و دکمه هشدار را فشار داد و زندانیان از دروازه دومی به‌سوی دروازه بیرونی دویدند. افسری در دروازه بیرونی تلاش نمود تا مانع فرار شود، اما توسط یکی از زندانیان مورد حمله قرار گرفته و زندانیان به جاده کروملین فرار کردند. هنگامی که زندانیان در حال حرکت به سوی پارکینگ بودند، جای که دو خودروی/موتر در آنجا منتظر آن‌ها بود، یک خودروی بی‌نشان از نیروی انتظامی شاهی اولستر در آن‌سوی و خارج از ساختمان محکمه جاده کروملین توقف کرد. افسران نیروهای انتظامی شاهی اولستر بر زندانیان شلیک کردند و زندانیان نیز قبل از فرار کردن در خودروی‌های در حال انتظار، به سمت نیروهای انتظامی شلیک کردند. دو روز بعد از فرار، مگی طی یک محکمه غیابی مجرم شناخته شده و به حبس ابد با توصیه حداقل سی‌سال زندان محکوم شد.

## زندانی شدن در جمهوری ایرلند
مگی از مرز عبور نموده و به جمهوری ایرلند فرار کرد. یازده روز پس از فرار، او در محفل گرامی‌داشت از ولف تون در قبرستان بوستان، شهرستان کیلدر ظاهر شد، نیروهای ارتش ایرلند و شاخه ویژه گرادا تلاش نمودند تا در آنجا او را دستگیر نمایند، اما به دلیل پرتاب موشک‌ها توسط مردم و خوابیدن آن‌ها در جاده و مسدود نمودن آن، این نیروها موفق نشدند. او همراه با انجیلو فوسکو در ژانویه ۱۹۸۲ میلادی دستگیر گردیده و بر اساس قوانین فرا-حوزه قضایی به جرم فرار از زندان به ده سال حبس محکوم شدند. زمانی که مدتی کمی به آزادی او از زندان باقی مانده بود، در ۱۹۸۹ میلادی مجوزی برای استرداد مگی صادر شد و او مبارزه قانونی را برای خودداری از استرداد به ایرلند شمالی آغاز کرد. در اکتبر ۱۹۹۱ میلادی دیوان عالی دوبلین حکم استرداد او به ایرلند شمالی را صادر نمود تا بقیه مدت حبس خود برای قتل سروان ویست‌ماکوت را سپری نماید، اما مگی از زندان فرار نموده بود و مجوزی برای دستگیری او صادر شد.

## فعالیت IRA در انگلستان
مگی به انگلستان فرار کرد و در آنجا بخشی از یک واحد فعال نظامی ارتش جمهوری‌خواه ایرلند بود. در ۷ ژوئن ۱۹۹۲ هنگامی که مگی و یک عضو دیگر ارتش جمهوری‌خواه ایرلند به‌نام مایکل اوبراین در یک خودروی در جاده A64 در حال سفر میان یورک و تادکاستر بودند، توسط پلیس متوقف شدند. افسران غیرمسلح پلیس از مگی و اوبراین سؤال نموده و نسبت به آن‌ها مشکوک شدند و درخواست نیروهای کمکی کردند. مگی به پاسبان ویژه گلین گودمن شلیک کرد – و او بعداً در بیمارستان جان داد –سپس به افسر دیگر به‌نام پی سی کیلی چهار گلوله شلیک کرد. پی سی کیلی پس از اصابت گلوله پنجمی به رادیوی که او در گوشش نگهداشته بود از مرگ نجات یافت و اعضای ارتش جمهوری‌خواه ایرلند فرار نمودند. خودروی دیگر پلیس به تعقیب این دو نفر افتاد، اما در نزدیکی بورتون سالمون تحت آتش قرار گرفت. زندگی افسرانی که در داخل خودرو بودند در خطر شد، اما بعد از این‌که یکی از اعضای اجتماع به صحنه رسید، مگی و اوبراین از صحنه فرار کردند. یک برنامه شکار تبهکار آغاز شد و صدها افسر پلیس که بیشترشان مسلح بودند به جست‌جوی آن‌ها در میان جنگل و زمین‌های زراعتی پرداختند. مگی و اوبراین با قایم‌شدن در زیر یک کالورت (زیرآب‌گذر) توانستند برای چهار روز از دستگیری اجتناب نمایند، اما بعداً هر دو طی عملیات‌های جداگانه پلیس در شهرک پونتفراکت دستگیر گردیدند.

## زندانی شدن در انگلستان
در ۳۱ مارس ۱۹۹۳، مگی به اتهام قتل پاسبان ویژه گودمن و تلاش برای قتل سه افسر پلیس دیگر مجرم شناخته شده و به حبس ابد محکوم گردید. اوبراین نیز به اتهام تلاش برای قتل مجرم شناخته شده و محکوم به هجده سال حبس گردید. در ۹ سپتامبر ۱۹۹۴، مگی همراه با پنج زندانی دیگر، از جمله دانی مک‌نامی از زندان اچ ام وایت‌مور فرار نمودند. زندانیانی که دو اسلحه قاچاق شده به زندان را در اختیار داشتند، دیوارهای زندان را با استفاده از پارچه‌های نقطه‌دار اندازه‌گیری نمودند. در جریان فرار یکی از نگهبانان مورد اصابت گلوله قرار گرفته و مجروح شده بود و زندانی‌ها پس از تعقیب توسط زندانبان‌ها و پلیس در محوطه زندان، دستگیر گردیدند. مگی در ۱۹۹۶ میلادی در اعتراض به صفحه‌های شیشه‌ای که زندانیان را از بستگان آن‌ها در جریان ملاقات جدا می‌کرد، یک اعتراض کثیف را در زندان اچ ام بیلمارش راه اندازی نمود. مگی برای دو سال ملاقات با خانم و پنج فرزند خود را نمی‌پذیرفت و این امر حزب شین فین را وادار نمود تا دولت بریتانیا را متهم به اعمال «یک رژیم بدترکننده نماید که هم از نظر جسمی و هم از نظر روانی تخریب کننده است».
در ژانویه ۱۹۹۷، مگی و پنج زندانی دیگر که از زندان وایت‌مور فرار نموده بودند، برای بار دوم در حال محاکمه شدن برای جرم فرار از زندان بودند، چون محکمه اولی آن‌ها به‌خاطر تبلیغات پیش‌داورانه متوقف شده بود. وکیل‌های متهمین توانستند با موفقیت استدلال نمایند که مقاله‌ای در ایونینگ استاندارد در مورد این محکمه پیش‌داوری نموده‌است، چون در آن عکس‌های از مگی و دو متهم دیگر به چاپ رسیده و «تروریست» عنوان شده‌اند، چون حکمی در آغاز محکمه صادر شده بود و هرگونه ارجاع به پس زمینه و محکومیت‌های قبلی متهمین را رد می‌کرد. هرچند قاضی بیان داشت که شواهد علیه متهمین «بسیار قوی» است، اما او با اظهار بیانیه‌ای ذیل قضیه را مختومه اعلام کرد: «آنچه من انجام دادم، تنها چیزی است که می‌توانم تحت این شرایط انجام دهم. قوانین قابل اعمال بر این متهمین همان قوانینی است که بر هر کسی دیگر اعمال می‌گردد. این‌ها علی‌رغم این‌که چه کاری انجام داده‌اند، مستحق این قانون هستند».